# Pokraugła
Pokraugła (lit. Pakrauglė) – kolonia na Litwie, w okręgu wileńskim, w rejonie wileńskim, w gminie Niemenczyn, przy drodze krajowej 102.

## Historia
W dwudziestoleciu międzywojennym dwie wsie leżące w Polsce, w województwie wileńskim, w powiecie wileńsko-trockim, w gminie Niemenczyn. W 1931 miejscowości liczyły:
- Pokraugła I – 29 mieszkańców, zamieszkałych w 4 budynkach,
- Pokraugła II – 32 mieszkańców, zamieszkałych w 5 budynkach[1].

Po II wojnie światowej w granicach Związku Sowieckiego. Od 1991 na niepodległej Litwie.

## Ludzie związani z miejscowością
- Antoni Trypucki – sybirak zesłany przez sowietów podczas II wojny światowej[2]
- Kazimierz Trypucki – sybirak zesłany przez sowietów podczas II wojny światowej[2]